# Кей Редфілд Джеймісон
Кей Редфілд Джеймісон (нар. 22 червня 1946 року) — американська клінічна психологиня і письменниця. Її робота зосереджена на біполярному розладі, на який вона сама хворіє з підліткового віку. Обіймає посаду професора з розладів настрою та психіатрії фонду родини Даліо в Медичній школі університету Джона Гопкінса і є почесним професором англістики в університеті Сент-Ендрюса.

## Освіта та кар'єра
Наприкінці 1960-х Кей Редфілд Джеймісон вивчала клінічну психологію у Каліфорнійському університеті Лос-Анджелеса, 1971 року здобула ступінь бакалавра і магістра. Продовжила роботу в КУЛА й 1973 року здобула ступінь кандидата філософських наук, 1975 року — доктора наук, і почала викладати в університеті. Пізніше заснувала й очолила Клініку афективних розладів, велику навчально-дослідницьку амбулаторію при медичній школі. Також вивчала зоологію та нейрофізіологію на магістратурі в Університеті Сент-Ендрюса в Шотландії.
Через кілька років роботи на посаді професора в КУЛА, Кей Редфілд Джеймісон запропонували посаду доцента, а потім професора психіатрії в Медичній школі університету Джона Гопкінса. Як професорка університету Джона Гопкінса Кей Редфілд Джеймісон також стала запрошеною професоркою й читала лекції у різних установах. 2002 року була заслуженою лекторкою Гарвардського університету, 2003 року — її запросили прочитати лекцію Лічфілда в Оксфордському університеті. Впродовж 2009—2010 років була почесним президентом та членом правління Канадської психологічної асоціації. 2010 року на телеканалі PBS взяла участь у передачі, що складалась з серії обговорень щодо останніх досліджень мозку, яку вів Чарлі Роуз разом із запрошеним у проєкт вченим Еріком Кенделом.

## Нагороди та визнання

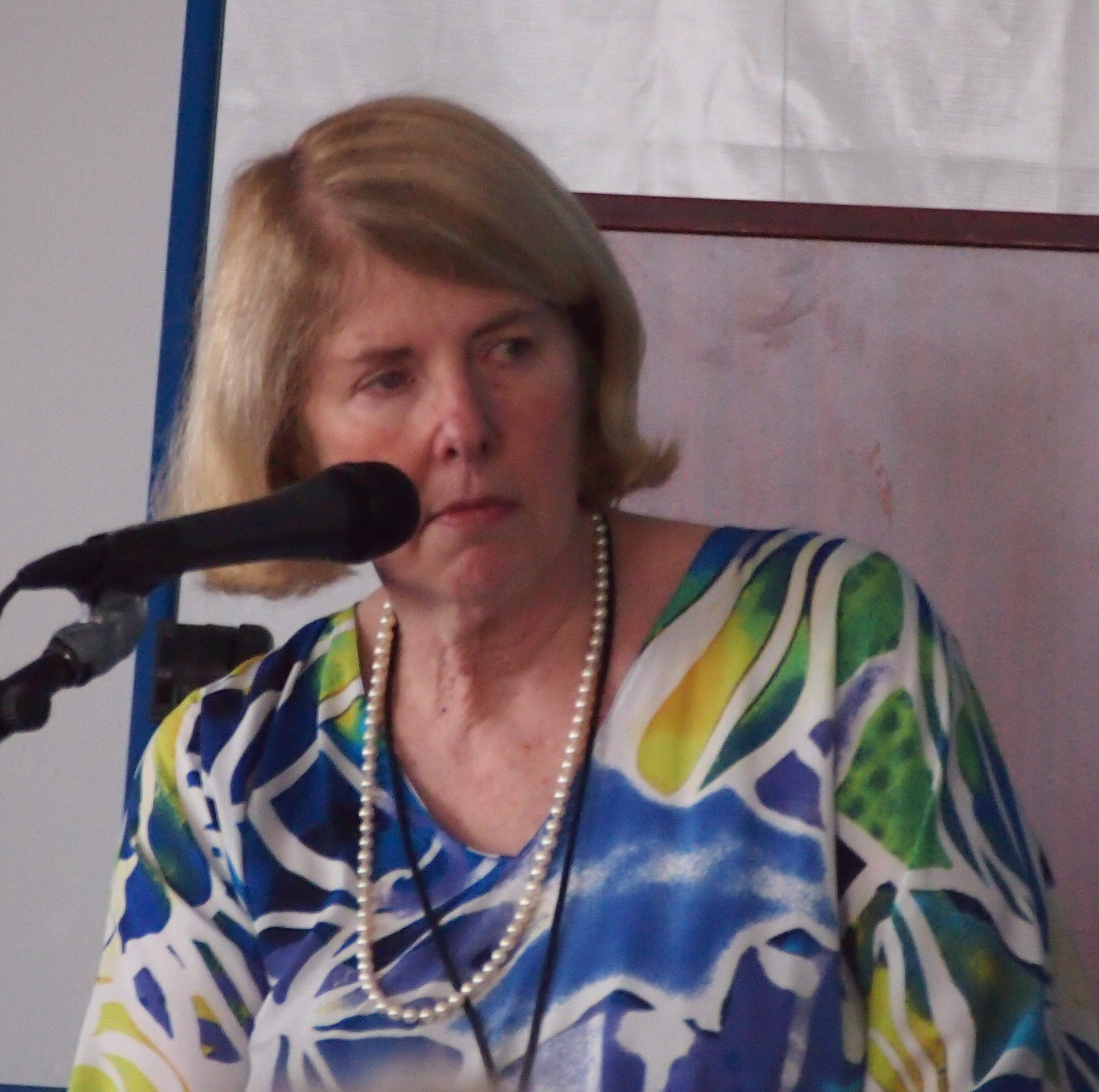
Кей Редфілд Джеймісон на книжковому ярмарку 2017 року

Кей Редфілд Джеймісон здобула численні нагороди та опублікувала понад 100 наукових статей. Її назвали однією із «найкращих лікарів у Сполучених Штатах» і журналТайм обрав її «Героєм медицини». Її також обрали до п'ятірки учасників телесеріалу «Великі розуми медицини». К. Р. Джеймісон здобула премію Вільяма Стайрона від Національної асоціації психічного здоров'я (1995), Американської фундації запобігання самогубствам (1996), Премію громади в галузі психічного здоров'я (1999), а 2001 року — стипендію Фонду Макартура. 2010 року Кей Редфілд Джеймісон присвоєно почесний ступінь доктора літератури Університету Сент-Ендрюса як визнання праці всього її життя. У травні 2011 року, в день присудження учених ступенів, Загальна теологічна семінарія єпископської церкви у Нью-Йорку присвоїла їй звання доктора богослов'я honoris causa. 2017 року Кей Редфілд Джеймісон обрали членом-кореспондентом Королівського товариства Единбурга.

## Науковий внесок
Остання книга науковиці «Роберт Ловелл: Підпалити річку» (англ. Robert Lowell: Setting the River on Fire) стала фіналістом Пулітцерівської премії за біографію 2018 року.
Її книгу «Маніакально-депресивна хвороба» у співавторстві з психіатром Фредеріком К. Ґудвіном, вперше опубліковану 1990 року, вважають класичним підручником з біполярного розладу.
Вона є авторкою науково-популярних книг «Буремний розум», де детально описує власний досвід важких маніакальних епізодів та депресії і «Ніч надходить швидко: Розуміння самогубства» (англ. Night Falls Fast), де розглядає історичні, релігійні та культурні реакції на самогубство, а також взаємозв'язок між психічним розладом і самогубством. У книзі «Ніч надходить швидко», Кей Редфілд Джеймісон присвятила розділ американській державній політиці та громадській думці, що стосується самогубства. Друга книга спогадів письменниці «Усе змінилось» (англ. Nothing Was the Same) описує стосунки зі своїм другим чоловіком Річардом Джедом Ваяттом, психіатром, що завідував відділенням нейропсихіатрії Національного інституту психічного здоров'я до своєї смерті у 2002 році.
У праці «Шал: пристрасть до життя» (англ. Exuberance: The Passion for Life) науковиця наводить дослідження, яке дозволяє припустити, що 15 відсотків людей, яким можна поставити діагноз «біполярний розлад», насправді можуть ніколи не пережити депресію, фактично, вони в своєму житті постійно відчувають «буяння думки». Як приклад, письменниця наводить президента Теодора Рузвельта.
Книга «У вогні: маніакально-депресивний розлад і мистецький темперамент» (англ. Touched with Fire: Manic-Depressive Illness and the Artistic Temperament) — це дослідження Кей Редфілд Джеймісон того, яким може бути перебіг біполярного розладу в мистецьких або талановитих сім'ях. Як приклад вона наводить лорда Байрона та його родичів.
Кей Редфілд Джеймісон написала книгу «Бурхливий розум: мемуари про настрої та божевілля», зокрема, для того, щоб допомогти клініцистам зрозуміти, що допомагає пацієнтам у терапії. Дж. Веслі Бойд, доцент кафедри психіатрії Медичної школи університету Тафтс, писав: «Опис Джеймісон [про те, чим вона завдячує своєму психіатру] ілюструє важливість просто присутності для наших пацієнтів, замість намагання їх заспокоїти банальними словами чи обіцянками кращого майбутнього».

## Особисте життя
Кей Редфілд Джеймісон сказала, що вона «нестримна» людина, котра прагне миру і спокою, але врешті-решт віддає перевагу «бурхливості в поєднанні з залізною дисципліною», замість «приголомшливо нудного життя». У «Бурхливому розумі» вона підсумовує:
|  | Я вже давно відмовилася від уявлення про життя без штормів, або світу без сухих і вбивчих сезонів. Життя занадто складне, занадто мінливе, аби бути чимось крім життя. І я, за своєю природою, надто мінлива, аби зовсім не остерігатись загрозливої протиприродності, пов'язаної з будь-якою спробою взяти під занадто жорсткий контроль абсолютно некеровані сили. Завжди будуть рушійні елементи, що порушують рівновагу, і вони існуватимуть допоки, як каже Ловелл, годинник не знімуть із зап'ястя. Загалом, саме такі окремі моменти неспокою, похмурості, сильних переконань та безумного натхнення формують ваше життя, змінюють характер і напрямок вашої праці, та надають остаточного значення і кольору вашій любові й стосункам. Оригінальний текст (англ.) I long ago abandoned the notion of a life without storms, or a world without dry and killing seasons. Life is too complicated, too constantly changing, to be anything but what it is. And I am, by nature, too mercurial to be anything but deeply wary of the grave unnaturalness involved in any attempt to exert too much control over essentially uncontrollable forces. There will always be propelling, disturbing elements, and they will be there until, as Lowell put it, the watch is taken from the wrist. It is, at the end of the day, the individual moments of restlessness, of bleakness, of strong persuasions and maddened enthusiasms, that inform one's life, change the nature and direction of one's work, and give final meaning and color to one's loves and friendships. |

Кей Редфілд Джеймісон народилася у сім'ї доктора Маршалла Вердіна Джеймісона (1916—2012), офіцера ВВС, і Мері Делл Темпл Джеймісон (1916—2007). У батька Кей Редфілд Джеймісон і багатьох інших членів його сім'ї був біполярний розлад.
Через те, що батько був військовослужбовцем, вона виростала в різних місцях, зокрема Флориді, Пуерто-Рико, Каліфорнії, Токіо та Вашинґтоні. Має брата і сестру, старших за неї на три та півроку відповідно. Її племінниця — письменниця Леслі Джеймісон. Інтерес Кей Редфілд Джеймісон до науки та медицини виник ще в юності й заохочувався батьками. Вона працювала медсестрою в смугастій формі в лікарні на військово-повітряній базі Ендрюс.
У підлітковому віці Кей Редфілд Джеймісон переїхала до Каліфорнії і незвдовзі захворіла на біполярний розлад. Продовжувала хворіти під час навчання у коледжі КУЛА. Спочатку хотіла стати лікарем, але через збільшення маніакальних епізодів вирішила, що не зможе дотримуватись суворої дисципліни, необхідної для навчання у медичній школі. Тоді знайшла своє покликання у психології, стала успішною в цій галузі і надзвичайно цікавилась розладами настрою. Попри своє навчання, Кей Редфілд Джеймісон не знала, що в неї біполярний розлад, поки не пропрацювала три місяці на своїй першій роботі, викладачкою кафедри психології КУЛА. Після встановлення діагнозу їй приписали приймати літій, препарат, що зазвичай використовують для вирівнювання настроїв. У той час вона відмовлялася приймати ці ліки, оскільки вони погіршили її моторику, та після глибшої депресії вирішила продовжувати приймати їх. Якось, під час важкого депресивного епізоду, письменниця вчинила спробу самогубства, прийнявши завелику дозу літію.
Кей Редфілд Джеймісон — прихожанка єпископальної церкви, і під час навчання в аспірантурі одружилась зі своїм першим чоловіком, Аленом Андре Моро, художником. 1994 року вийшла заміж за доктора Річарда Ваятта; вони були одруженими до його смерті 2002 року. Ваятт був психіатром і вивчав шизофренію в Національному інституті охорони здоров'я. Їх стосунки докладно описано у книзі спогадів «Усе змінилось».
2010 року Кей Редфілд Джеймісон одружилася з Томасом Трейлом, професором кардіології університету Джона Гопкінса.